# Pilisvörösvár
Pilisvörösvár là một thành phố thuộc hạt Pest, Hungary. Thành phố này có diện tích 24,3 km², dân số năm 2010 là 13537 người, mật độ 557 người/km².